# María Rivera Iribarren
María Magdalena Rivera Iribarren (Santiago de Chile, 28 de enero de 1958) es una abogada, activista y política chilena de Extrema Izquierda. Entre 2021 y 2022 fue miembro de la Convención Constitucional de Chile, en representación del distrito n°8.
Es fundadora de la organización «Defensa Popular», y dirigente del Movimiento Internacional de Trabajadores (MIT), de orientación trotskista.

## Biografía
Nació el 28 de enero de 1958, en Santiago. Es hija de María Salomé Iribarren y de Orlando Rivera.
A los 12 años de edad comienza su incursión en la política, siendo activista por la candidatura de Salvador Allende en la elección presidencial de 1970. En 1972 se une al Frente de Estudiantes Revolucionarios (FER), movimiento ligado al MIR. Un año más tarde se produciría el golpe de Estado al gobierno de Allende, instaurándose una dictadura cívico-militar liderada por Augusto Pinochet.
María es detenida en 1980 por la Central Nacional de Informaciones (CNI) y es enviada al cuartel Borgoño, uno de los mayores centros de detención y tortura de la dictadura. En 1983 huye junto a su familia a Argentina, donde pasa 7 años en el exilio. Durante este tiempo milita en el partido político fundado por Nahuel Moreno, el Movimiento al Socialismo.
Tras el retorno a la democracia, vuelve a Chile en 1990, donde se incorpora a las filas del Movimiento Internacional de Trabajadores (MIT), movimiento de ideología trotskista, parte de la Liga Internacional de los Trabajadores – Cuarta Internacional. En 2004 la Comisión Nacional sobre Prisión Política y Tortura, "Comisión Valech", la reconoció como víctima de la dictadura cívico-militar.
Estudió derecho en la Universidad Bolivariana. Juró como Abogada ante la Corte Suprema de Justicia el 25 de julio de 2012. Es fundadora de la ONG «Defensa popular».
En el ejercicio de su profesión, se ha dedicado a la defensa de dirigentes sociales y sindicales. Durante el estallido social fue abogada de miembros de la Primera línea y una de las defensoras de los denominados "presos de la revuelta".

## Convencional constituyente
A finales de 2020 presenta su candidatura por La Lista del Pueblo, lista conformada por independientes, para las elecciones de convencionales constituyentes de 2021. Luego de alcanzar las firmas ciudadanas necesarios para poder participar como independiente en las elecciones, su candidatura es oficializada por el Servel en enero de 2021.
Finalmente resultó electa con 18.671 votos, iniciando sus funciones el 4 de julio de 2021.
Fue integrante de la comisión transitoria de Derechos Humanos, Verdad Histórica y Bases para la Justicia, Reparación y Garantías de No Repetición; y de la subcomisión de Verdad Histórica y Garantías de No Repetición. Luego fue parte de la comisión temática de Derechos Fundamentales.
El 18 de agosto de 2021, Rivera renuncia a La Lista del Pueblo. Posteriormente ingresó al colectivo "Coordinadora Constituyente Plurinacional y Popular" en la Convención Constitucional.

## Historial electoral

### Elecciones de convencionales constituyentes de 2021
- Elecciones de convencionales constituyentes de 2021, para convencional constituyente por el Distrito 8 (Maipú, Pudahuel, Cerrillos, Estación Central, Quilicura, Colina, Lampa y Tiltil)[19]